# Vicia sosnowskyi
Vicia sosnowskyi là một loài thực vật có hoa trong họ Đậu. Loài này được Ekvtim. miêu tả khoa học đầu tiên.